# Daniel Ekedo
Daniel Vladmir Ekedo Chigozirim (ur. 19 września 1989 w Lagos) – piłkarz z Gwinei Równikowej grający na pozycji defensywnego pomocnika. Od 2016 roku jest zawodnikiem klubu CD San Roque de Lepe.

## Kariera klubowa
Karierę piłkarską Ekedo rozpoczął w klubie z Gwinei Równikowej, Akonangui FC. W 2008 roku zadebiutował w nim w pierwszej lidze Gwinei Równikowej. W debiutanckim sezonie wywalczył mistrzostwo kraju. W 2009 roku przeszedł do klubu Deportivo Mongomo. W 2010 roku został z nim mistrzem Gwinei Równikowej.
W 2010 roku Ekedo przeszedł do hiszpańskiego klubu CD San Roque de Lepe, grającego w Segunda División B. Następnie grał w: AD Ceuta, Moghreb Tétouan, UD Barbastro, Al-Ittihad Salalah i Deportivo Mongomo. W 2016 wrócił do CD San Roque de Lepe.

## Kariera reprezentacyjna
W reprezentacji Gwinei Równikowej Ekedo zadebiutował 3 grudnia 2009 roku w zremisowanym 2:2 meczu Pucharu CEMAC 2009 z Kongiem. W 2012 roku został powołany do kadry na Puchar Narodów Afryki 2012.